# Mi sono perso il Natale
(Tagline del film)
Mi sono perso il Natale (Unaccompanied Minors) è un film del 2006 diretto da Paul Feig.
Si basa su una storia vera. Non ha avuto molto successo né a livello nazionale, né a livello internazionale. È stato distribuito nei cinema negli Stati Uniti dall'8 dicembre 2006 e in Italia dal 5 gennaio 2007. Successivamente è stato distribuito in DVD e HD DVD il 21 maggio 2007 negli Stati Uniti e il 7 giugno 2007 in Italia.

## Trama
Cinque minori non accompagnati, tutti con genitori divorziati, sono bloccati al Hoover International Airport alla vigilia di Natale per una nevicata intensa. I cinque minori (Charlie, Spencer, "Beef", Grace e Donna), elusa la sorveglianza di Zach Van Bourke, un dipendente dell'aeroporto sempre dalla loro parte e in conflitto con il suo capo, il manager dell'aeroporto, cercano di portare un regalo alla sorella di Spencer, Katherine Davenport, che si trova in una albergo li vicino, per far sì che non dubiti del Natale e di Babbo Natale, di  cui ha un po' di paura.
Dopo aver portato a Katherine una bambola prima che si svegliasse, i cinque ragazzi ritornano nell'aeroporto e vengono rinchiusi in stanze separate, ma riescono nuovamente a fuggire e trovano anche il tempo di decorare l'aeroporto con degli addobbi natalizi che il gestore aveva rinchiuso. "Beef", che era andato a cercare un albero, ritorna con un albero maestoso scambiato con il suo prezioso giocattolo di Aquaman. I minori trovano anche dei regali per tutti i passeggeri bloccati all'aeroporto dalla stanza dei bagagli smarriti. La loro gentilezza riesce a cambiare il cuore del manager. 
Inoltre il padre di Spencer e Katherine, un ambientalista, arriva dalla Pennsylvania per prendere i suoi figli. Quando la sua bio-diesel si ruppe, fu costretto a scegliere di guidare una Hummer o non arrivare dai suoi figli in tempo. 
I bambini si scambiano la promessa di tenersi in contatto, e Grace, i cui genitori sono fuori città, torna a casa con i Davenport. Donna bacia Charlie, e "Beef" incontra una ragazza, alla quale inizia a raccontare la sua storia.